# Rhizoecus pratensis
Rhizoecus pratensis är en insektsart som beskrevs av Borchsenius och Tereznikova 1959. Rhizoecus pratensis ingår i släktet Rhizoecus och familjen ullsköldlöss.
Artens utbredningsområde är Ukraina. Inga underarter finns listade i Catalogue of Life.